# Scleropodium
Genre
Scleropodium est un genre de Bryophytes de la famille des Brachytheciaceae de l'ordre des Hypnales.

## Liste des espèces et variétés
Selon Catalogue of Life (19 juin 2013) :
- Scleropodium australe
- Scleropodium brachyphyllum
- Scleropodium californicum
- Scleropodium cespitans
- Scleropodium coreense
- Scleropodium julaceum
- Scleropodium obtusifolium
- Scleropodium subcaespitosum
- Scleropodium touretii

Selon ITIS (19 juin 2013) :
- variété Scleropodium cespitans var. cespitans (C. Müll.) L. Koch
- variété Scleropodium cespitans var. sublaeve (Ren. & Card. in Röll) Wijk & Marg.
- variété Scleropodium touretii var. colpophyllum (Sull.) Lawt. ex Crum
- variété Scleropodium touretii var. touretii (Brid.) L. Koch
- Scleropodium californica (Lesq.) Kindb.
- Scleropodium cespitans (C. Müll.) L. Koch
- Scleropodium julaceum Lawt.
- Scleropodium obtusifolium (Jaeg.) Kindb. in Mac. & Kindb.
- Scleropodium touretii (Brid.) L. Koch

Selon NCBI (19 juin 2013) :
- Scleropodium californicum
- Scleropodium cespitans
- Scleropodium julaceum
- Scleropodium obtusifolium
- Scleropodium touretii

Selon Tropicos (19 juin 2013) (Attention liste brute contenant possiblement des synonymes) :
- Scleropodium ambiguum (De Not.) A. Jaeger
- Scleropodium apiculigerum (Lindb. & Arnell) J.-P. Frahm
- Scleropodium aplocladum (Mitt.) Grout
- Scleropodium australe Hedenäs
- Scleropodium brachyphyllum Cardot
- Scleropodium californicum (Lesq.) Kindb.
- Scleropodium cespitans (Müll. Hal.) L.F. Koch
- Scleropodium colpophyllum (Sull.) Grout
- Scleropodium coreense Cardot
- Scleropodium giraldii (Müll. Hal.) Broth.
- Scleropodium illecebrum Schimp.
- Scleropodium japygum Glow.
- Scleropodium julaceum E. Lawton
- Scleropodium krausei Macoun & Kindb.
- Scleropodium lentum (Mitt.) Grout
- Scleropodium levieri (Müll. Hal.) Broth.
- Scleropodium macounii Paris
- Scleropodium novae-angliae (Sull. & Lesq.) Besch.
- Scleropodium obtusifolium (Mitt.) Kindb.
- Scleropodium occidentale B. E. Carter
- Scleropodium ornellanum (Molendo) Lorentz
- Scleropodium pseudopurum (Müll. Hal.) Broth.
- Scleropodium purum (Hedw.) Limpr.
- Scleropodium subcaespitosum (Kindb.) Paris
- Scleropodium touretii (Brid.) L.F. Koch